# Reichspost
Pour les articles homonymes, voir Deutsche Post (homonymie).
L’appellation générique Reichspost (littéralement, « Poste de l'Empire ») recouvre une série d’institutions postales fondées originellement en 1490 sur le territoire du Saint-Empire romain germanique.

## Origines

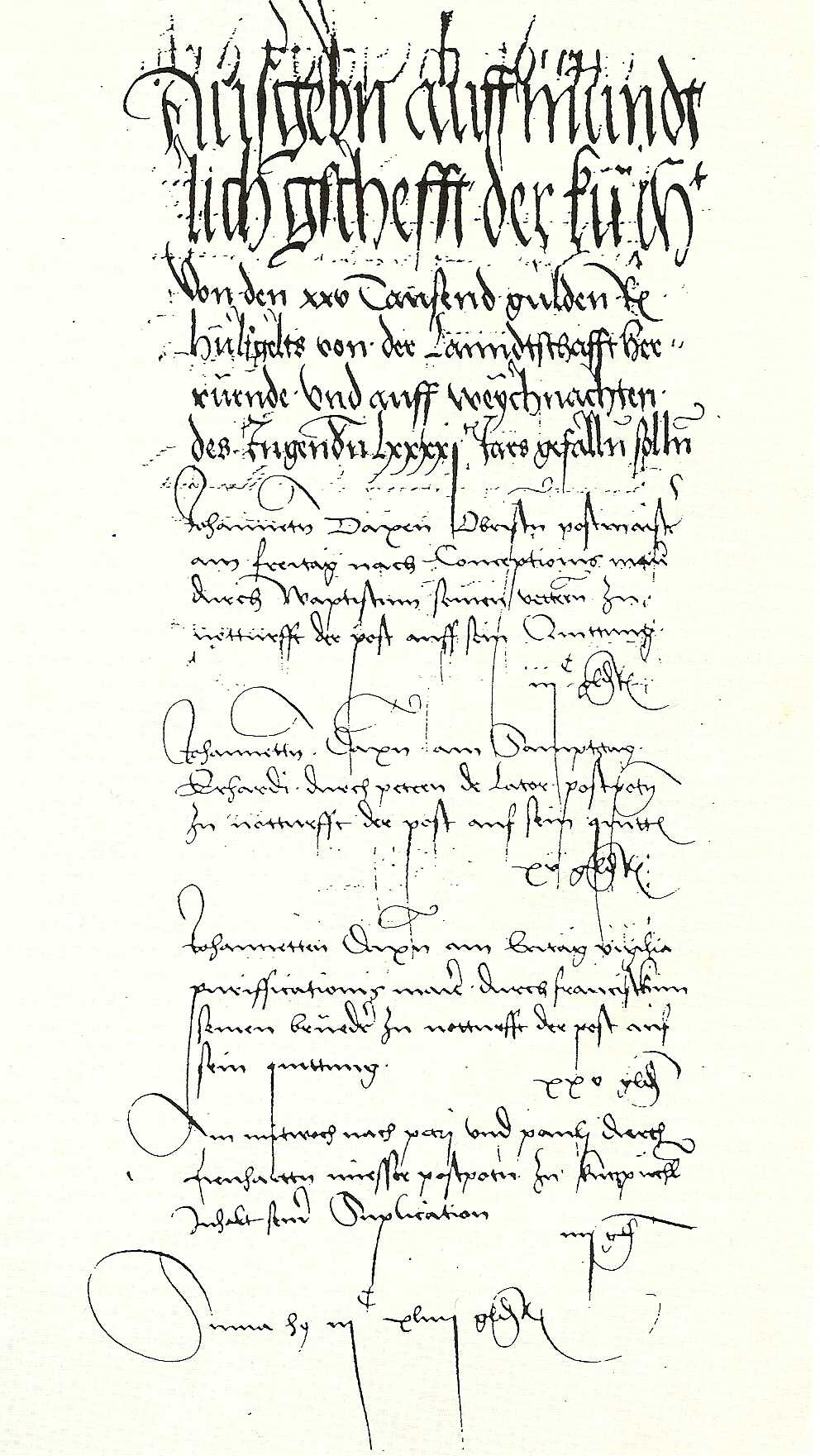
Jeannetto, François et Jean-Baptiste Daxen [Tassi] nommés responsables de la messagerie impériale depuis la résidence d'Innsbruck (1490).

En 1490, Maximilien Ier, archiduc d'Autriche fait d'Innsbruck sa résidence principale tandis que son fils Philippe poursuit ses études dans les Pays-Bas bourguignons et sa fille Marguerite vit à la cour de France : l’empereur a besoin d'un système de messagerie transnational et fonctionnel. Il accorde à Jeannetto de Tassis, son frère François et leur neveu Jean Baptiste, un privilège, celui de gérer le transport des plis, courriers et autres envois à travers tout le territoire. Si l'on excepte le service de maître de poste fondé en France sous Louis XI, ce système est la plus ancienne institution postale de l'Europe moderne, au moins par sa dimension transfrontalière.
Les Tassi (germanisé Daxen, francisé Tassis, puis anobli sous le nom de Taxis) possèdent une grande expérience de la poste, leur ancêtre Omedeo Tasso ayant organisé le service de messagerie de la Lombardie. Ils créent un service de relais de poste, mais dans un premier temps, il s'agit d'hommes à pied portant sac au dos ; plus tard, ils constituent un service de messagerie à cheval, qui relie bientôt Rome, Vienne, et Bruxelles, soit les principales villes de l'empire, ainsi que Paris.
En 1505, une convention postale fut signée entre le duc Philippe III de Bourgogne et « la famille de Tassis ».

## Kaiserliche Reichspost

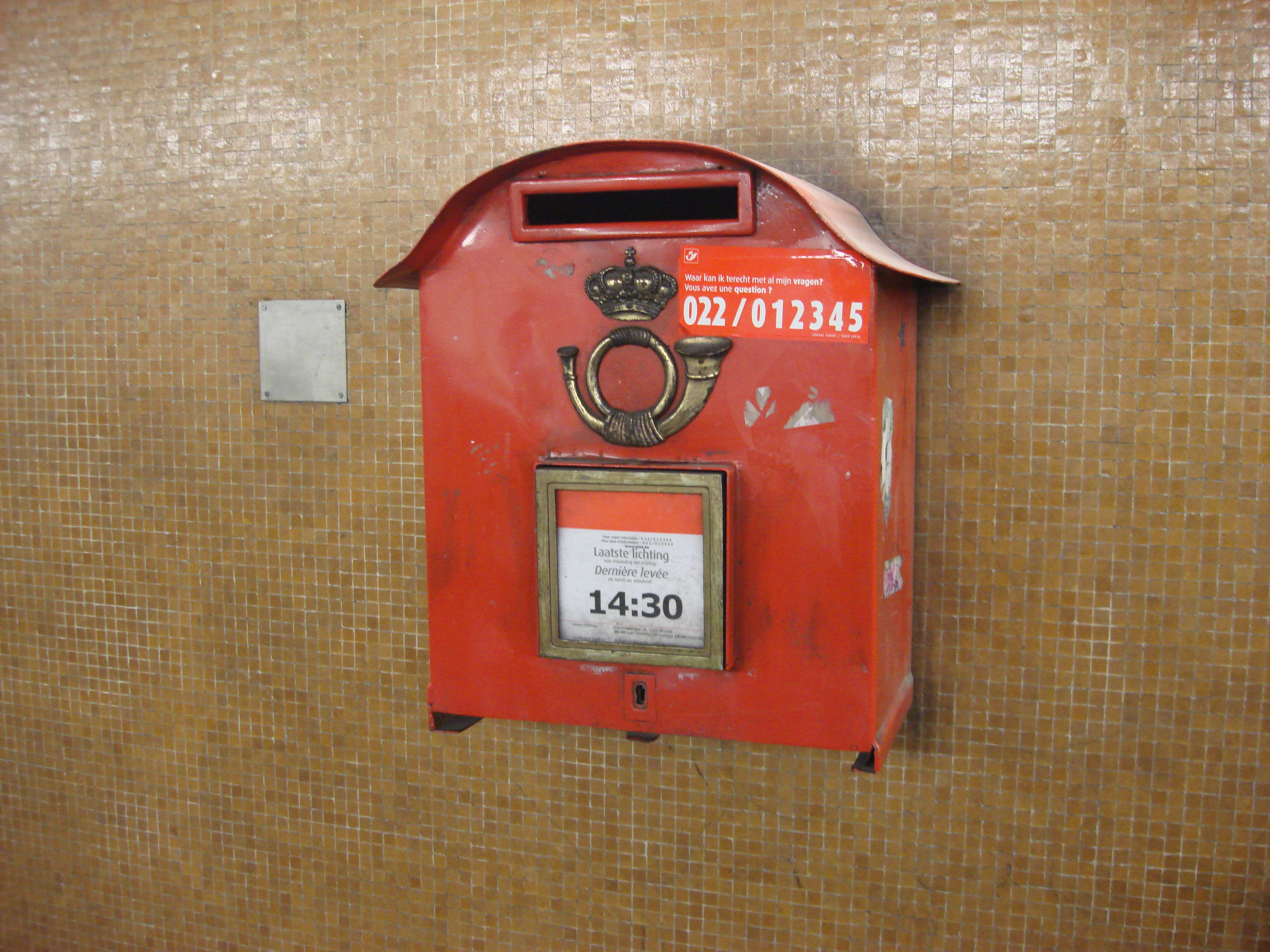
Boîte à lettres actuelle de Bruxelles, conservant la marque de la Reichspost, le cor postal.

En 1520, Charles Quint confirme Jean Baptiste de Taxis « chief et maistre general de noz postes par tous noz royaumes, pays, et seigneuries ».
En 1595, Léonard Ier de Tassis (v.1522-1612) est nommé maître général des postes par l'empereur Rodolphe II : la Kaiserliche Reichspost est née, le siège administratif est fixé à Bruxelles. Léonard est par ailleurs nommé ministre des Postes des Pays-Bas espagnols.
Le réseau est peu à peu élargi aux autres États allemands, par le biais de lettres impériales qui demandent l'ouverture de droit : véritable institution, hérité du droit régalien (le jus postarum), la poste impériale est administrée par une entité privée, la famille Tassis, chargée de récolter une taxe ouvrant aux bénéfices du service, le transport de courriers. Mais ce privilège n'est pas exclusif : le service postale de la région de Cologne par exemple est offert à la famille Henot, qui bientôt entre en concurrence avec les Tassis.
En 1615, la charge passe à Lamoral von Taxis (1557-1624) et devient héréditaire ; cette décision conforte les Tassis dans leur rôle de gestionnaire des services postaux de l'Empire, et va durer presque deux siècles. En 1650, le nom officiel de cette famille anoblie devient von Thurn, Valsassina und Taxis, et en 1695, ils sont élevés au rang de prince du Saint-Empire.
À une première route qui relie Namur jusqu'au Trentin (Nord de l'Italie) et qui permet ainsi de contourner la France pour rejoindre l'Espagne des Habsbourg, succède une deuxième qui relie Cologne à la Bohême. Mais ce monopole éclate quand les villes protestantes décident de privilégier leurs propres services. Le grand maître des postes Lamoral II Claudius Franz von Thurn und Taxis (1621-1676), puis ses successeurs, se heurtent à la compétition et au démantèlement de leurs relais du Nord (Provinces-Unies, Prusse) à l'issue de la guerre de Trente Ans.
En 1702, la guerre de succession d'Espagne pousse à abandonner le siège bruxellois pour la ville libre de Francfort. À partir de 1729, les Thurn und Taxis s'y font construire un palais sous la direction de Robert de Cotte.
En 1748, le siège de la Kaiserliche Reichspost est transféré à Ratisbonne où se réunit la Diète perpétuelle d'Empire car Alexandre-Ferdinand de Tour et Taxis (de) vient d'être nommé Prinzipalkommissar par l'Empereur. Pour cette raison, il transfère la résidence de la famille de Francfort à Ratisbonne.
La première boîte à lettres est installée à Berlin en 1766.
En 1786, cette famille, qui tire ses ressources principalement de la Kaiserliche Reichspost qui comprend 22 bureaux principaux répartis à travers tout le territoire, est à l'apogée de sa puissance : acquisitions de terres, d'offices, de titres, et représentation à la Diète.

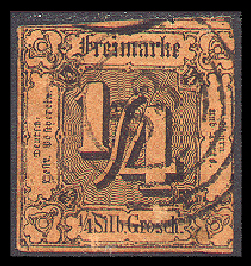
Le 1/4 Silbergroschen Thurn-und-Taxis 1852.

Le 6 août 1806, le Saint-Empire s'effondre face aux armées napoléoniennes au profit de la confédération du Rhin, ce qui entraîne la disparition de la Kaiserliche Reichspost. Pourtant, le prince Karl Alexander von Thurn und Taxis tente de sauver son entreprise qui s'était réduit comme peau de chagrin depuis 1790. Il charge son épouse, Thérèse, de négocier avec Napoléon un nouveau privilège, sans véritable succès, puis auprès des acteurs du Congrès de Vienne : leur cause est entendue, les Thurn und Taxis reçoivent une indemnité conséquente.
La nouvelle société s'appelle désormais Thurn-und-Taxis-Post et son siège est de nouveau Francfort : de droit privé, elle va s'efforcer de négocier au cas par cas, État après État, l'administration des services postaux de la Confédération germanique.
Le 1er juillet 1850 entre en vigueur le traité d'union postale entre la Confédération et l'Autriche : la Thurn-und-Taxis-Post est l'un des premiers signataires, déclenchant l'hostilité des prussiens. En 1852, les premiers timbres Thurn-und-Taxis-Post sont émis.

## Deutsche Reichspost

Drapeau de la Reichspost de 1892 à 1918 reprenant le motif du cor postal adopté par les Taxis et toujours présent sur le logo de la Deutsche Post AG.

Logo en 1925.

La Guerre austro-prussienne met fin au règne de la Thurn-und-Taxis-Post en 1867 quand les troupes de Bismarck envahissent la ville libre de Francfort et ferment les bureaux du siège de la société. En janvier 1871, après la guerre franco-prussienne, l'Empire allemand est proclamé en France à Versailles et la Deutsche Reichspost est alors fondée. Ses services, réorganisés par Heinrich von Stephan, s'appuient sur les infrastructures mises en place par les Thurn und Taxis.
Le nom officiel de cet organisme de droit public est d'abord Kaiserliche Post und Telegraphenverwaltung. En 1876, renommé Reichspostamt, il devient une agence autonome d'économie mixte. Son siège est à Berlin.
En 1924, elle est renommée Deutsche Reichspost ; la structure est nationalisée après la période d'hyperinflation et de crise financière.
La Reichspost a existé et été remplacée en 1947 par la Deutsche Bundespost sur le territoire des trois zones d'occupation des Alliés qui deviendra  la future RFA, apparue en mai 1949 et la Deutsche Post, créée en octobre 1949, en R.D.A.. En 1990, les deux entités sont réorganisées (voir article: Deutsche Post).

## Philatélie
Il existe de nombreux timbres imprimés au nom de la Reichspost, de 1871 à 1947.